# Ofélia Ramos
Ofélia Isabel Andrés da Conceição Ramos (5 de julho de 1970) é uma jurista, empresária, deputada e política portuguesa. Ela é deputada à Assembleia da República na XIV legislatura pelo Partido Social Democrata.